# Muhyiddin Yassin
Tan Sri Muhyiddin bin Haji Muhammad Yassin (Jawi: محيي الدين بن محمد ياسين‎;‎‎ sinh ngày 15 tháng 5 năm 1947) là một chính trị gia Malaysia và là Thủ tướng thứ tám của Malaysia. Ông được Quốc vương Malaysia bổ nhiệm vào ngày 29 tháng 2 năm 2020, 5 ngày sau khi Thủ tướng Mahathir Mohamad bất ngờ đệ đơn từ chức vào ngày 24 tháng 2 năm 2020. Ông là thành viên của Quốc hội đại diện cho Pagoh, Thành viên của Hội đồng Lập pháp bang Johor cho Gambir, và Chủ tịch của Parti Pribumi Bersatu Malaysia. Ông là Phó Thủ tướng Malaysia từ năm 2009 đến 2015, Phó Chủ tịch Barisan Nasional và Phó Chủ tịch Tổ chức Quốc gia Mã Lai (UMNO), đảng thành phần chính của phe Đối lập hiện tại (chính phủ Liên bang), liên minh Barisan Nasional (BN) từ năm 2009 đến năm 2016.
Muhyiddin lớn lên ở bang Johor và tham gia dịch vụ công của bang sau khi tốt nghiệp Đại học Malaya. Ông đảm nhận vị trí quản lý tại các công ty nhà nước khác nhau. Năm 1978, ông được bầu làm Nghị viên cho Pagoh. Trong nhiệm kỳ làm Nghị viên, ông được bổ nhiệm làm Thư ký Nghị viện cho Bộ trưởng Bộ Ngoại giao, Thứ trưởng Bộ Lãnh thổ Liên bang và sau đó là Thứ trưởng Bộ Thương mại và Công nghiệp. Là người đứng đầu Johor UMNO, ông là Menteri Besar của Johor từ năm 1986 đến 1995.
Ông trở lại chính trị liên bang vào năm 1995 và được bổ nhiệm vào Nội các với tư cách là Bộ trưởng Thanh niên và Thể thao. Ông được bổ nhiệm làm Bộ trưởng Bộ Thương mại và Người tiêu dùng trong nước sau cuộc tổng tuyển cử năm 1999 và trở thành Phó chủ tịch UMNO năm 2000. Dưới thời thủ tướng Abdullah Ahmad Badawi, Muhyiddin giữ chức Bộ trưởng Bộ Nông nghiệp và Công nghiệp (2004- 2008) và sau đó là Bộ trưởng Bộ Thương mại Quốc tế và Công nghiệp (2008-2009).
Năm 2008, ông đã tranh cử và giành chức phó chủ tịch UMNO và được bổ nhiệm làm Phó Thủ tướng và Bộ trưởng Bộ Giáo dục của Thủ tướng Malaysia Najib Razak vào năm 2009. Là Bộ trưởng Bộ Giáo dục, Muhyiddin đã chấm dứt việc sử dụng tiếng Anh làm phương tiện giảng dạy cho khoa học và toán học ở trường công. Ông cũng thu hút tranh cãi sau khi tự mô tả mình là "người Malay đầu tiên" khi bị phe đối lập thách thức tự phát âm là "người Malaysia đầu tiên". Trong cuộc cải tổ nội các giữa kỳ của Najib vào tháng 7 năm 2015, ông đã bị loại khỏi vị trí của mình, đánh dấu người đương nhiệm đầu tiên từ chức; vào tháng 6 năm 2016, ông đã bị sa thải khỏi UMNO.

## Sự nghiệp chính trị
Sự tham gia vào chính trị của Muhyiddin bắt đầu khi ông gia nhập UMNO với tư cách là thành viên tại bộ phận Pagoh năm 1971. Ông được bầu làm Trưởng phòng Thanh niên UMNO của bộ phận Pagoh và Bộ trưởng năm 1976. Sau đó, ông trở thành Trưởng phòng Thanh niên của bang Johor cho đến năm 1987.
Muhyiddin chiếm ghế của Exco trong Thanh niên UMNO quốc gia Malaysia. Năm 1984, Muhyiddin được bầu làm Giám đốc Phân khu UMNO của Pagoh thay thế Tan Sri Othman Saat. Muhyiddin đã tăng thứ hạng và tập tin của Johor UMNO một cách nhanh chóng. Từ khi trở thành thành viên hội đồng điều hành nhà nước, ông đã vươn lên trở thành người đứng đầu Johor UMNO và sau đó trở thành Menteri Besar của Johor.
Muhyiddin đã tranh cử và được bầu làm Nghị viên Quốc hội cho khu vực bầu cử Pagoh trong cuộc tổng tuyển cử năm 1978 và giữ ghế cho đến năm 1982. Muhyiddin được bổ nhiệm làm Thư ký Nghị viện trong Bộ Ngoại giao; sau đó ông được thăng chức Thứ trưởng Bộ Lãnh thổ Liên bang và sau đó là Bộ Thương mại và Công nghiệp. Trong cuộc tổng tuyển cử năm 1986, Muhyiddin đã tranh cử và giành được ghế bầu cử lập pháp bang Johor của bang Ser Serang, mở đường cho ông trở thành Menteri Besar của Johor vào ngày 13 tháng 8 năm 1986.
Nhiệm kỳ của ông là Menteri Besar kéo dài đến ngày 6 tháng 5 năm 1995.
Muhyiddin trở lại để tranh cử ghế quốc hội Pagoh trong cuộc Tổng tuyển cử năm 1995.
Ông đã phục vụ một số chức vụ trong nội các chính phủ liên bang như Bộ trưởng Thanh niên và Thể thao (1995, 1999), Bộ trưởng Bộ Thương mại và Tiêu dùng trong nước (1999 -2004), Bộ trưởng Bộ Nông nghiệp và Công nghiệp dựa trên nông nghiệp (2004,2008) và Bộ trưởng Quốc tế Thương mại và công nghiệp (2008-2009). Ông được bổ nhiệm làm Phó Thủ tướng, và Bộ trưởng Bộ Giáo dục, bởi Thủ tướng, Najib Razak vào năm 2009.
Năm 1984, Muhyiddin tranh cử một ghế trong Hội đồng tối cao UMNO nhưng bị thua. Muhyiddin sau đó được bổ nhiệm làm Chủ tịch Liên lạc Nhà nước UMNO Johor và tiếp theo được bổ nhiệm làm thành viên Hội đồng Tối cao. Vào tháng 11 năm 1990, ông là ứng cử viên cho chức vụ phó chủ tịch UMNO, nhưng lại thua cuộc. Muhyiddin đã cố gắng một lần nữa trong cuộc bầu cử đảng UMNO tháng 11 năm 1993, lần này thành công. Nhưng ông đã thua cuộc bầu cử năm 1996 khi bảo vệ chức vụ phó tổng thống. Cuối cùng, trong cuộc bầu cử năm 2000, ông lại giành được chức phó chủ tịch UMNO, còn lại trong vị trí đó cho đến cuộc bầu cử vào tháng 10 năm 2008, khi Muhyiddin tìm kiếm thành công chức vụ phó thủ tướng, người bị bỏ trống làm đương nhiệm, Najib Razak (người đang giữ chức chủ tịch đảng sau khi Abdullah Ahmad Badawi nghỉ hưu), trở thành chủ tịch UMNO.

### Phó thủ tướng
Muhyiddin được bổ nhiệm làm Phó Thủ tướng vào ngày 9 tháng 4 năm 2009, khi Najib kế nhiệm Abdullah Ahmad Badawi và công bố Nội các đầu tiên của ông.
Trong cuộc cải tổ nội các giữa nhiệm kỳ của Najib vào ngày 28 tháng 7 năm 2015, ông đã từ chức Phó Thủ tướng. Việc sa thải được đưa ra sau khi Muhyiddin đưa ra những nhận xét công khai và phê phán về cách xử lý của Najib đối với Vụ bê bối 1Malaysia Development Berhad. Najib tuyên bố rằng việc sa thải Muhyiddin và sự bãi nhiệm đương thời của các Bộ trưởng khác, những người chỉ trích sự lãnh đạo của ông, là để tạo ra một "đội thống nhất" hơn. Muhyiddin vẫn là phó chủ tịch UMNO, nhưng sau khi tiếp tục chỉ trích UMNO, cuối cùng ông đã bị hội đồng tối cao của đảng này sa thải vào tháng 6 năm 2016. Muhyiddin vẫn không hối hận, cho rằng ông chưa bao giờ phản bội đảng, và cam kết tiếp tục lên tiếng.

### Đảng Pribumi Bersatu Malaysia
Vào tháng 8 năm 2016, Muhyiddin đã đăng ký một đảng chính trị mới, được gọi là Party Pribumi Bersatu Malaysia (gọi tắt là PPBM hoặc Bersatu) cùng với cựu Thủ tướng Malaysia Mahathir Mohamad. Muhyiddin trở thành chủ tịch của đảng trong khi Mahathir và con trai của ông, Mukhriz trở thành chủ tịch và phó chủ tịch. Đảng mới tập trung vào bumiputeras - Malay và Orang Asli - theo nghĩa là thành viên đầy đủ chỉ dành cho bumiputeras. Các chủng tộc khác có thể tham gia đảng, nhưng không thể bỏ phiếu hoặc tranh cử trong các cuộc bầu cử đảng.

## Chỉ trích
Chủ tịch UMNO Ahmad Zahid Hamidi chỉ trích chính quyền của Muhyiddin đã thất bại trong việc ổn định kinh tế, chính trị, không được nhân dân tin tưởng, thất bại trong kiềm chế đại dịch COVID-19 khiến nền kinh tế đất nước lao đao.